# Austin (carro blindado)
O Austin foi um carro blindado britânico fabricado pela Austin Motor Company durante a Primeira Guerra Mundial. O veículo foi mais conhecido pelo seu amplo emprego pelo Exército Imperial Russo na Primeira Guerra e por diferentes forças na Guerra Civil Russa.
Em adição aos Austins produzidos no Reino Unido, algumas dezenas deles foram fabricados na Rússia entre 1918-20. Estes são usualmente chamados de Austin-Putilov ou – se equipados com o chassi meia-lagarta Kégresse – Austin-Kégresse.

## Antigos operadores
- Reino Unido
- Império Russo
- Japão – modelos importados.
- Polónia – capturados dos soviéticos durante a Guerra Civil Russa e Guerra Polaco-Soviética.
- RSFS da Rússia – inicialmente enviados para auxiliar os guardas vermelhos na Guerra Civil Finlandesa. foram também usados na Guerra Civil Russa.
- Letônia – modelos da 2ª série capturados durante as Guerras de Independência da Lituânia.

## Variantes
| Variante                                  | Características | Qtd. produzida |
| ----------------------------------------- | --- | -------------- |
| Austin 1ª séries (modelo 1914)            | Baseado no modelo de passageiros Austin 30 hp com motor de 30 cavalos-vapor (22,1 quilowatts). Rodas de madeira raiadas, blindagem de 3,5 milímetros (0,138 polegadas) – 4 milímetros (0,157 polegadas), eventualmente substituídas por placas de 7 milímetros (0,276 polegadas). Peso com blindagem original de 2,66 toneladas (5 860 libras). Velocidade em estrada de 50 quilômetros por hora (31,1 milhas por hora) – 60 quilômetros por hora (37,3 milhas por hora). Alcance em estrada de 250 quilômetros (155 milhas). Tripulação de 4 (Comandante, motorista, e dois artilheiros). | 48             |
| Austin 2ª séries (modelo 1915)            | Baseado no chassi de um caminhão de 1,5 toneladas (3 310 libras) e com motor de 50 cv (36,8 kW), casco encurtado, blindagem mais espessa e teto da cabine do motorista redesenhada, sem porta traseira. Após a chegada na Rússia teve a traseira redesenhada (com um segundo posto de direção e porta traseira) e escudos laterais nas metralhadoras. Peso de 5,3 toneladas (11 700 libras), velocidade em estrada por volta de 60 quilômetros por hora (37,3 milhas por hora) e alcance de 200 quilômetros (124 milhas). Tripulação para 4 – 5 ocupantes.                                 | 60             |
| Austin 3ª séries                          | seção traseira modificada e a cabine do motorista, adição de direção na traseira, escudos para as metralhadoras e vidros a prova de tiros nos visores frontais, sem janelas grandes laterais, sem porta traseira. Peso de 5,3 toneladas (11 700 libras), velocidade em estrada por volta de 60 quilômetros por hora (37,3 milhas por hora) e alcance de 200 quilômetros (124 milhas). Tripulação para 4 – 5 ocupantes. | 60             |
| Austin modelo 1918                        | Chassis reforçado, rodas duplas traseiras. 70 encomendados, mas nenhum enviado devido aos eventos na Rússia em 1917. | N/D            |
| Austin-Putilov                            | Teve produção local desenvolvida pela Putilovski Works, com colocação diagonalmente das torres de metralhadoras, porta lateral na direita e blindagem espessa. Chassis como os da 3ª séries, que permaneceram encomendados da Austin. Blindagem grossa de 4 milímetros (0,157 polegadas) – 7,5 milímetros (0,295 polegadas), peso de 5,2 toneladas (11 500 libras), velocidade em estrada de 55 km/h (34,2 mph) e alcance de 200 quilômetros (124 milhas). Tripulação de 5 pessoas. | 33             |
| Austin-Kégresse (Austin-Putilov-Kégresse) | O casco do Austin-Putilov montado em um chassi meia-lagarta. Peso de 5,8 toneladas (12 800 libras) – 5,9 toneladas (13 000 libras), velocidade em estrada por volta de 25 quilômetros por hora (15,5 milhas por hora) e alcance de 100 quilômetros (62,1 milhas). Tripulação de 5. | 12             |
| White-Austin                              | Cascos blindados de Austins danificados montados em outros chassis (muitos durante a Guerra Civil Russa), usualmente em chassis da White Motor Company, Fiat ou Packard Motor Car Company. A combinação do chassi White com o casco Austin é algumas vezes referido como White-Austin. | N/D            |

## Galeria

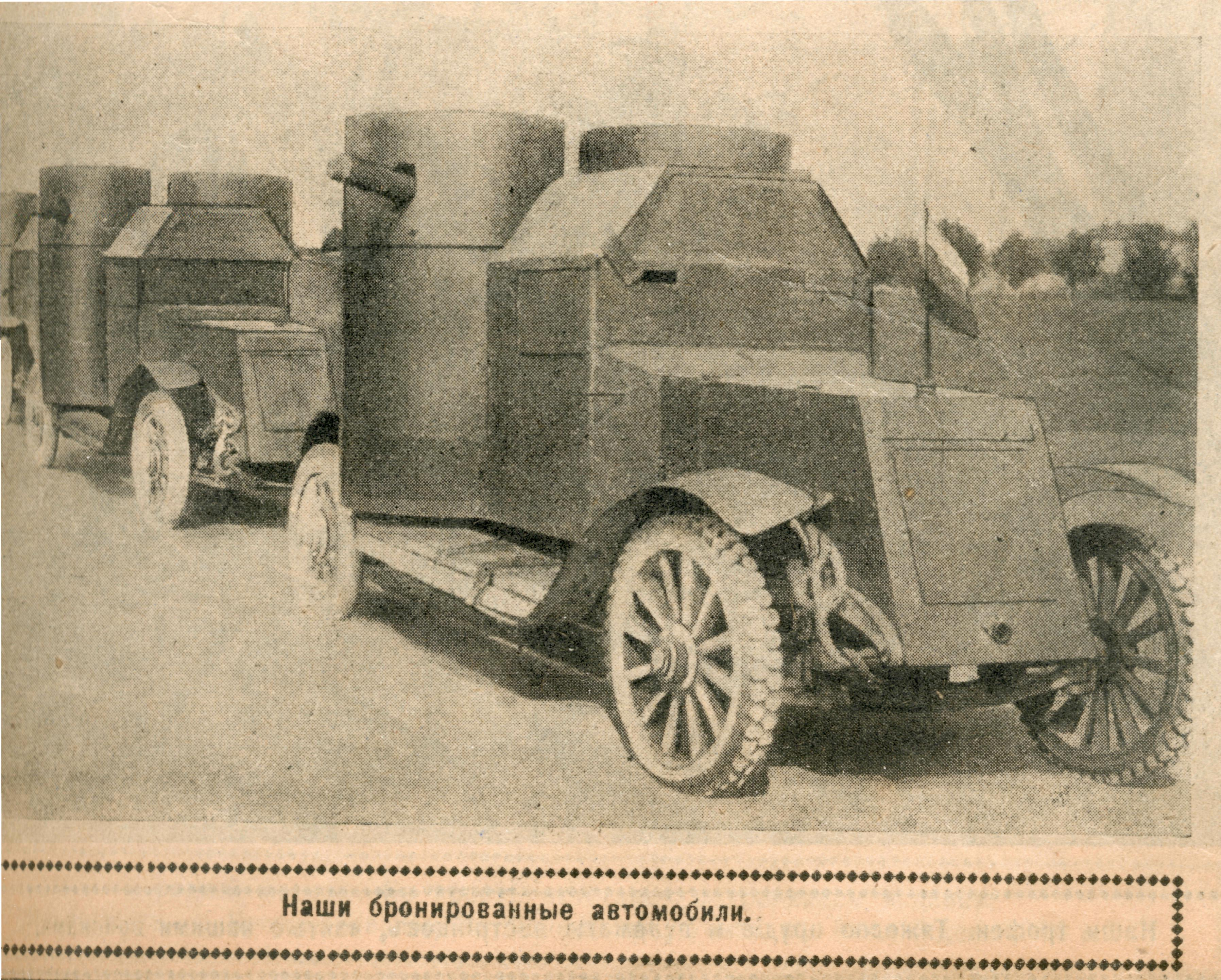
Austins de 1ª série
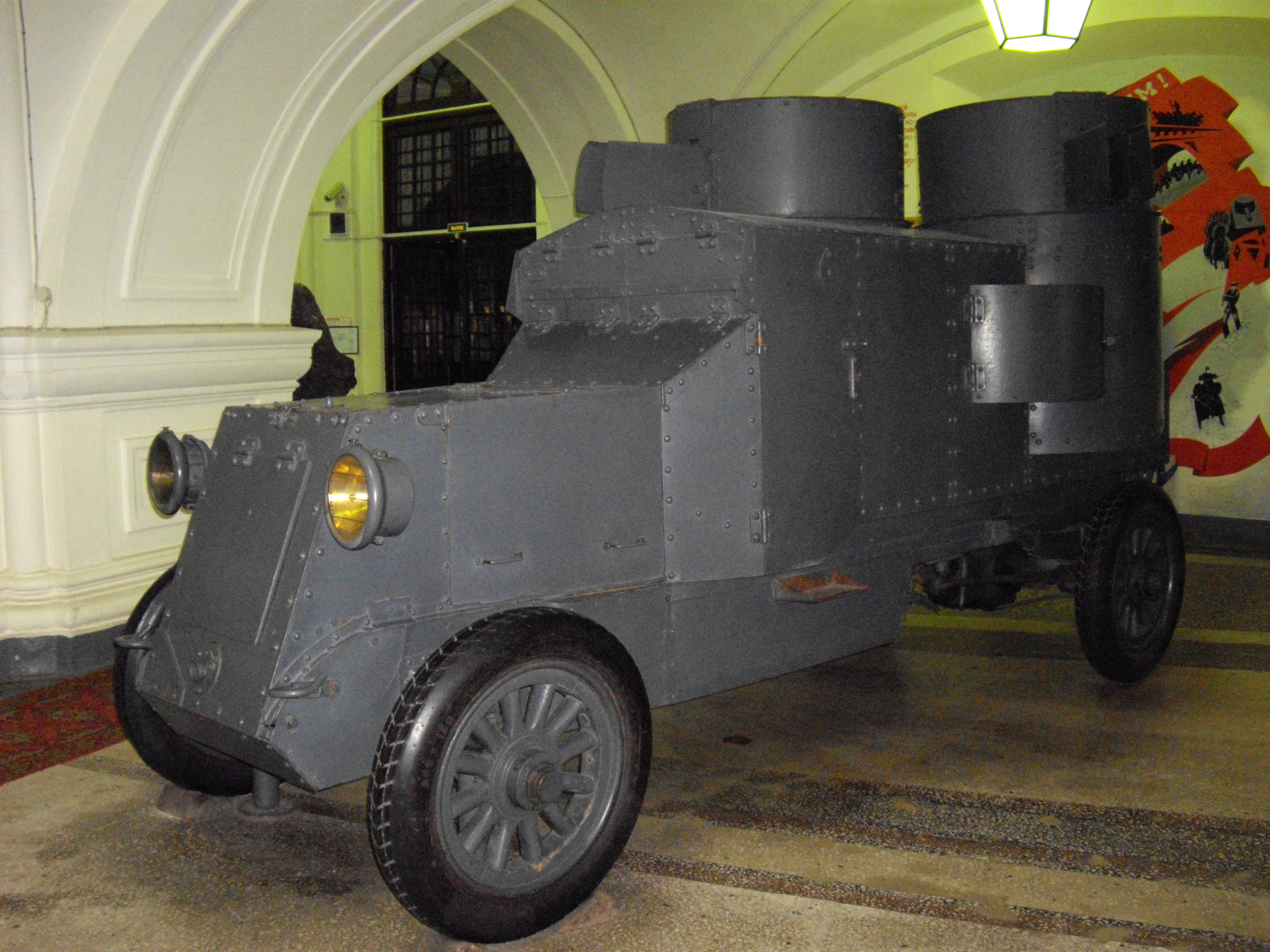
Austin-Putilov no Museu de Artilharia de São Petersburgo
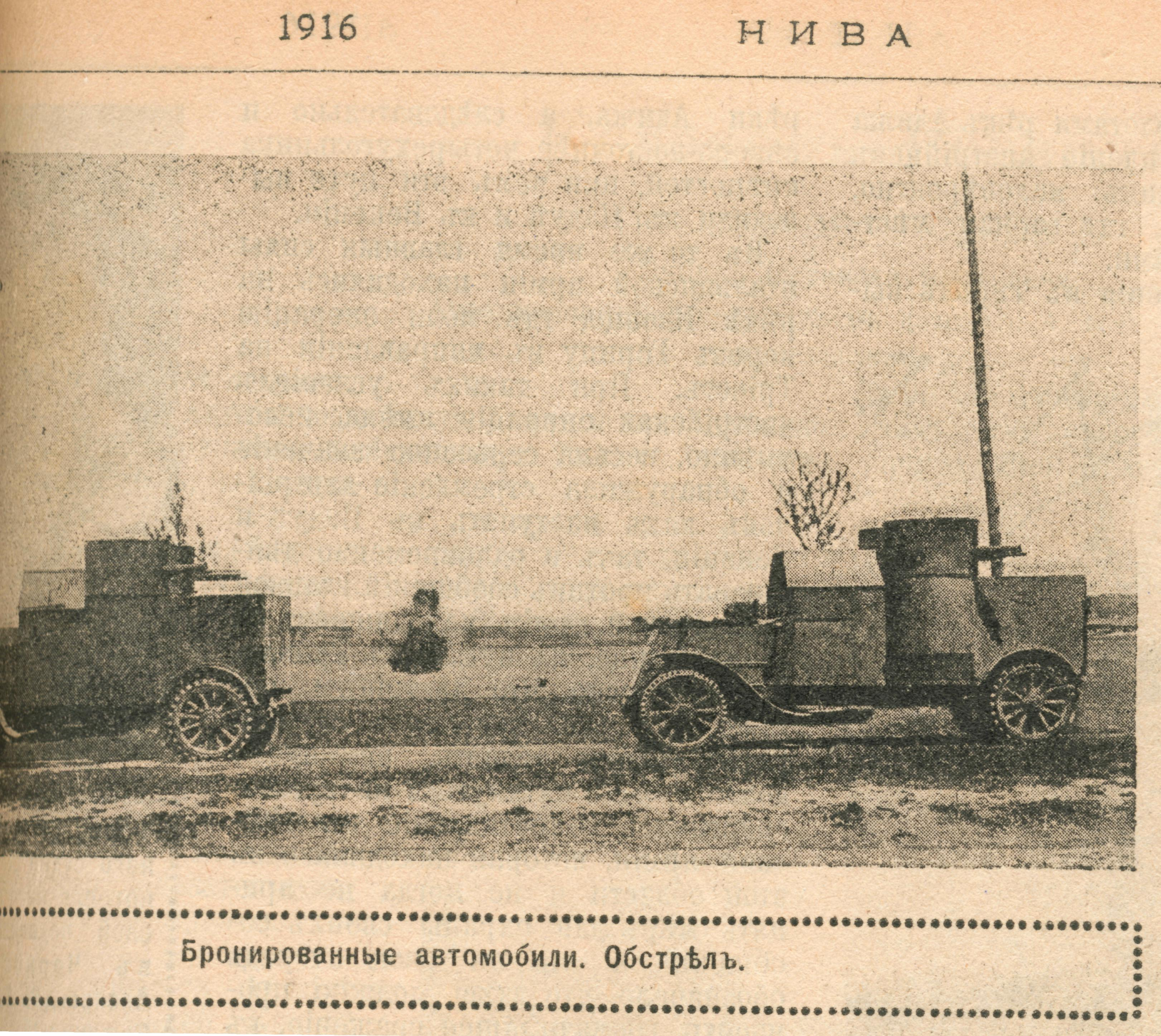
Austins de 1ª série do Exército Russo durante a Primeira Guerra Mundial
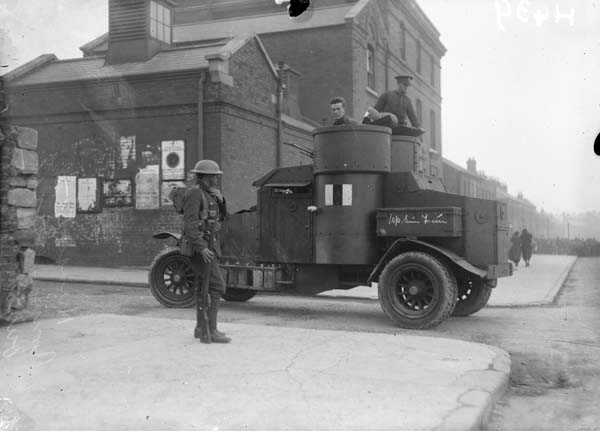
Austin britânico na Irlanda em 1920
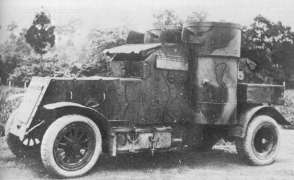
Austin modelo 1918 do Exército Imperial do Japão
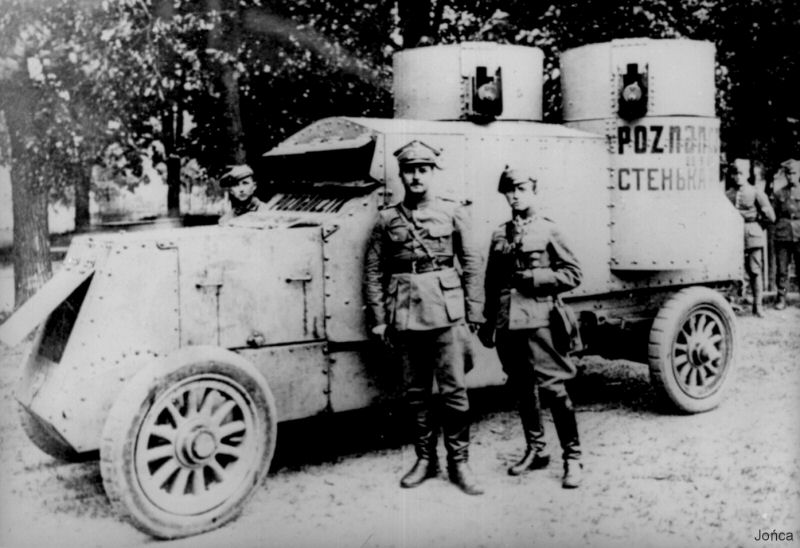
Austin-Putilovets «Poznańczyk» próximo a Bobruysk, Guerra Polaco-Soviética 1920
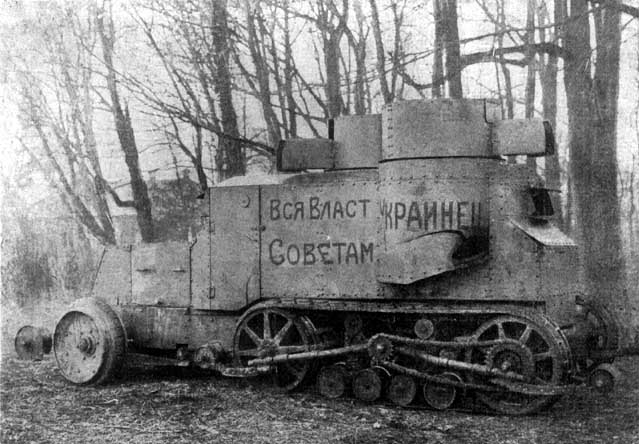
Austin-Kégresse do Exército Vermelho avariado durante a Guerra Polaco-Soviética, em 21 de março de 1920

## Leitura recomendada
- Coleção Armas de Guerra - Vol.10 – Veículos Militares 1906-1943, pág.26, Abril Coleções, São Paulo, abril de 2010. ISBN 978-85-7971-146-6